# Bolwoningen

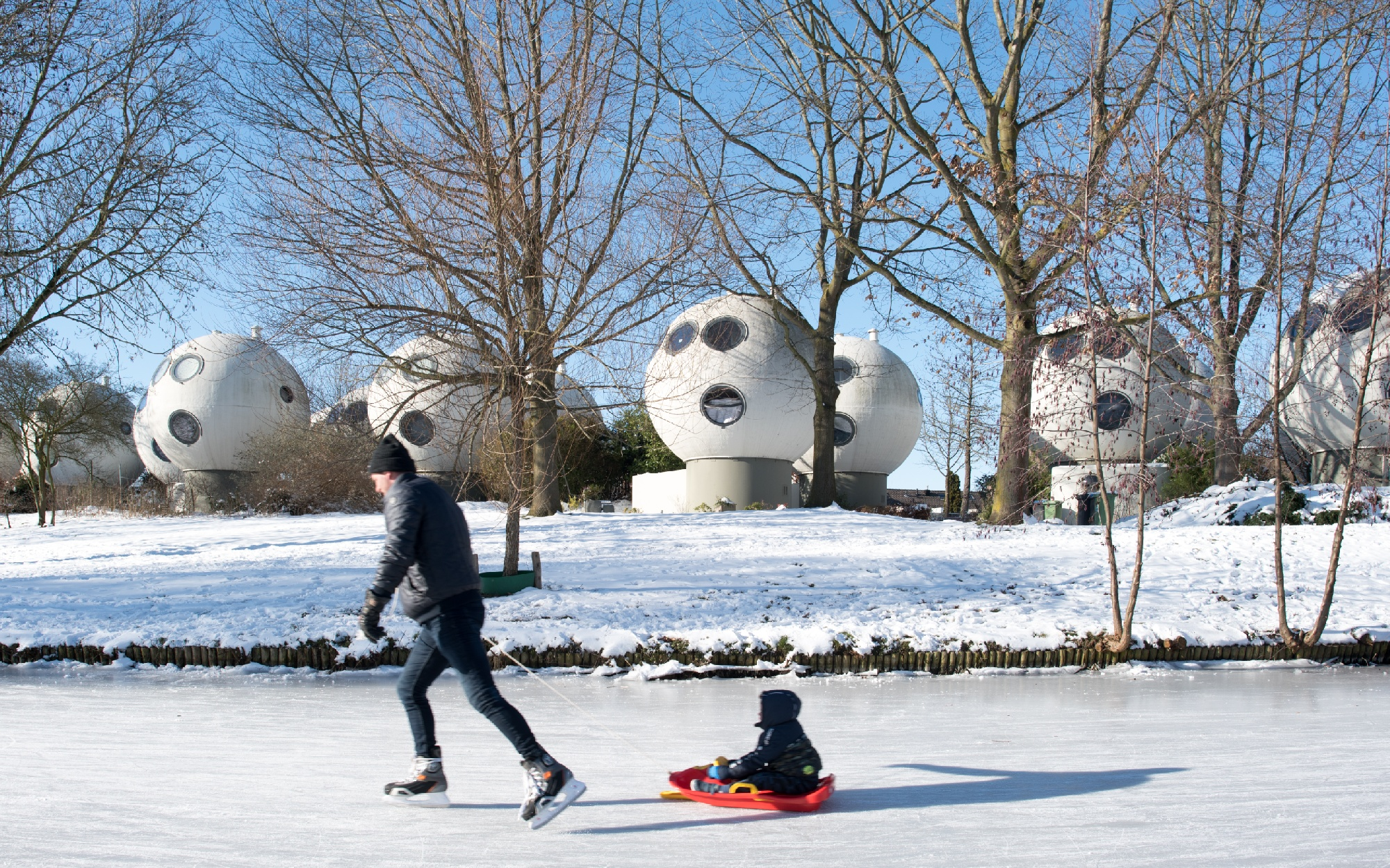
Bolwoningen nahe einer Gracht

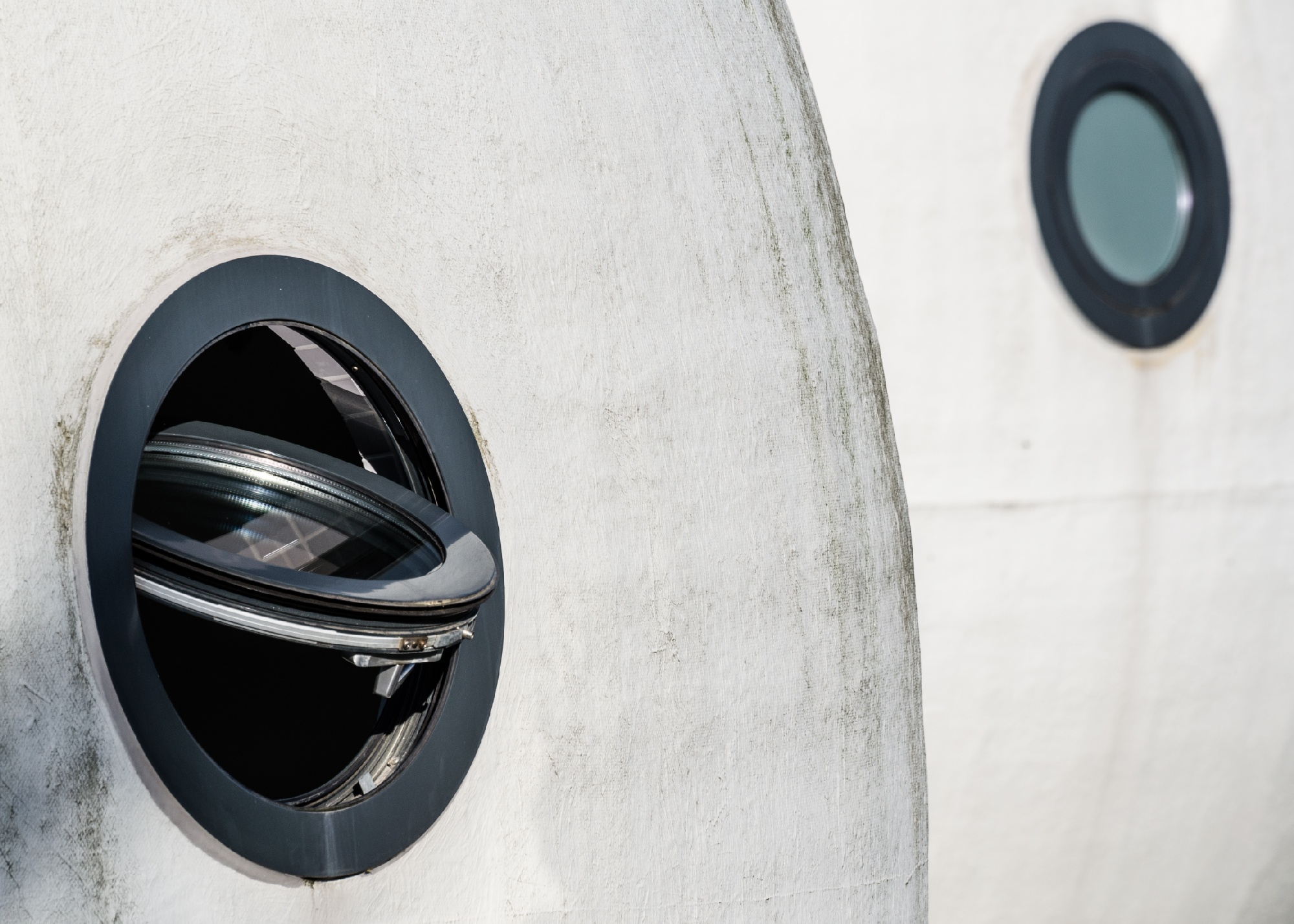
Rundfenster

Bolwoningen (niederländisch für „Kugelhaus“, von bol ‚Kugel‘ und woning ‚Heim, Wohnung‘) ist eine Siedlung aus Kugelhäusern in den Niederlanden. 50 Einfamilienhäuser wurden in den 1980er Jahren im ’s-Hertogenbosch’schen Stadtteil Maaspoort errichtet. Die Kugeln haben einen Durchmesser von fünfeinhalb Metern, bieten eine Wohnfläche von 55 m² und wiegen 1,25 t. Sie entsprechen dem Tiny House Movement. Der Künstler und Planer Dries Kreijkamp (1937–2014) vertrat die Ansicht, der Mensch fühle sich in runden Formen wohler als in einer „quadratischen Kiste“. Dieses Bauprojekt wurde von dem Regierungsprogramm Experimentele Woningbouw in den Jahren 1965 bis 1985 gefördert.

## Geschichte
Kreijkamp war zuvor mehrere Jahre in Curaçao gewesen, bevor er ab 1976 zwei Testmodelle in der Nähe seines Hauses in Vlijmen aufstellte. Die Kugeln bestehen aus Glasfaserzement, einer Entwicklung des niederländischen Unternehmens DSM. Ursprünglich hatte Kreijkamp Polyester vorgesehen. Der Polyesterkern wurde dann aber aus statischen Gründen mit zwei Zementbetonschichten und Glasfaserverstärkung und Steinwollisolierung ergänzt. Während des Rondje-Vlijmen-Wochenendes am 12. und 13. Juni 1982 strömten viele Besucher zu dem Tag der offenen Tür, um sich das Kugelhaus anzuschauen. Es ist für Ein- und Zweipersonenhaushalte vorgesehen.
Im Jahr 1984 wurden im Stadtteil Maaspoort in ’s-Hertogenbosch in der Straße Bollenveld 50 Einheiten aufgestellt, die heute noch alle bewohnt sind. Diese von der Norm abweichende Form des Wohnens findet immer noch internationale Beachtung. Der Bau der Häuser wurde als einer von vielen aus den 1968 eingerichteten Subventionen für experimentelles Bauen finanziert. Während bei anderen Experimenten neue Grundrisse oder ein neues soziales Umfeld erprobt wurden, geht es hier vor allem um die Form der Häuser, wie bei den Kubushäusern in Helmond und Rotterdam. Die fast unwirklichen Formen werden noch dadurch verstärkt, dass sie am Rande einer gewöhnlichen Neubausiedlung stehen. Die kugelförmigen Häuser kosteten seinerzeit 96.000 Niederländische Gulden oder 40.000 €. Vermarktet wurden die Wohneinheiten durch die Firma Nederlandse Bouw Maatschappij (NBM). Nur wenige Einheiten wurden direkt verkauft.
Einen ersten Prototyp baute Kreijkamp in seiner Heimatstadt Heusden-Vlijmen in der niederländischen Provinz Nordbrabant und stellte ihn an einem Wochenende Mitte Juni 1982 der Öffentlichkeit vor. Von diesem Bauwerk ist die obere Halbschale 2025 noch existent und wird als Tiergehege genutzt (▼).
Das Bauprojekt lief über den eigentlich von der Regierung vorgesehenen Zeitraum hinaus, da es Ende der 1970er Jahre schon weit fortgeschritten war. Auftraggeber war die kommunale Wohnungsbaugesellschaft der Stadt Den Bosch.

“The globe shape is totally self-evident. It’s the most organic and natural shape possible. After all, roundness is everywhere: we live on a globe, and we’re born from a globe. The globe combines the biggest possible volume with the smallest possible surface area, so you need minimum material for it. It’s space-saving, very ecological, and nearly maintenance-free. Need I say more?”

„Die Kugelform ist völlig selbstverständlich. Sie ist die organischste und natürlichste Form, die möglich ist. Schließlich ist das Runde überall: Wir leben auf einer Weltkugel, und wir sind aus einer Kugel geboren. Die Kugel vereint das größtmögliche Volumen mit der kleinstmöglichen Oberfläche, so dass man nur ein Minimum an Material benötigt. Sie ist platzsparend, sehr ökologisch und nahezu wartungsfrei. Muss ich noch mehr sagen?“

## Bauwerk

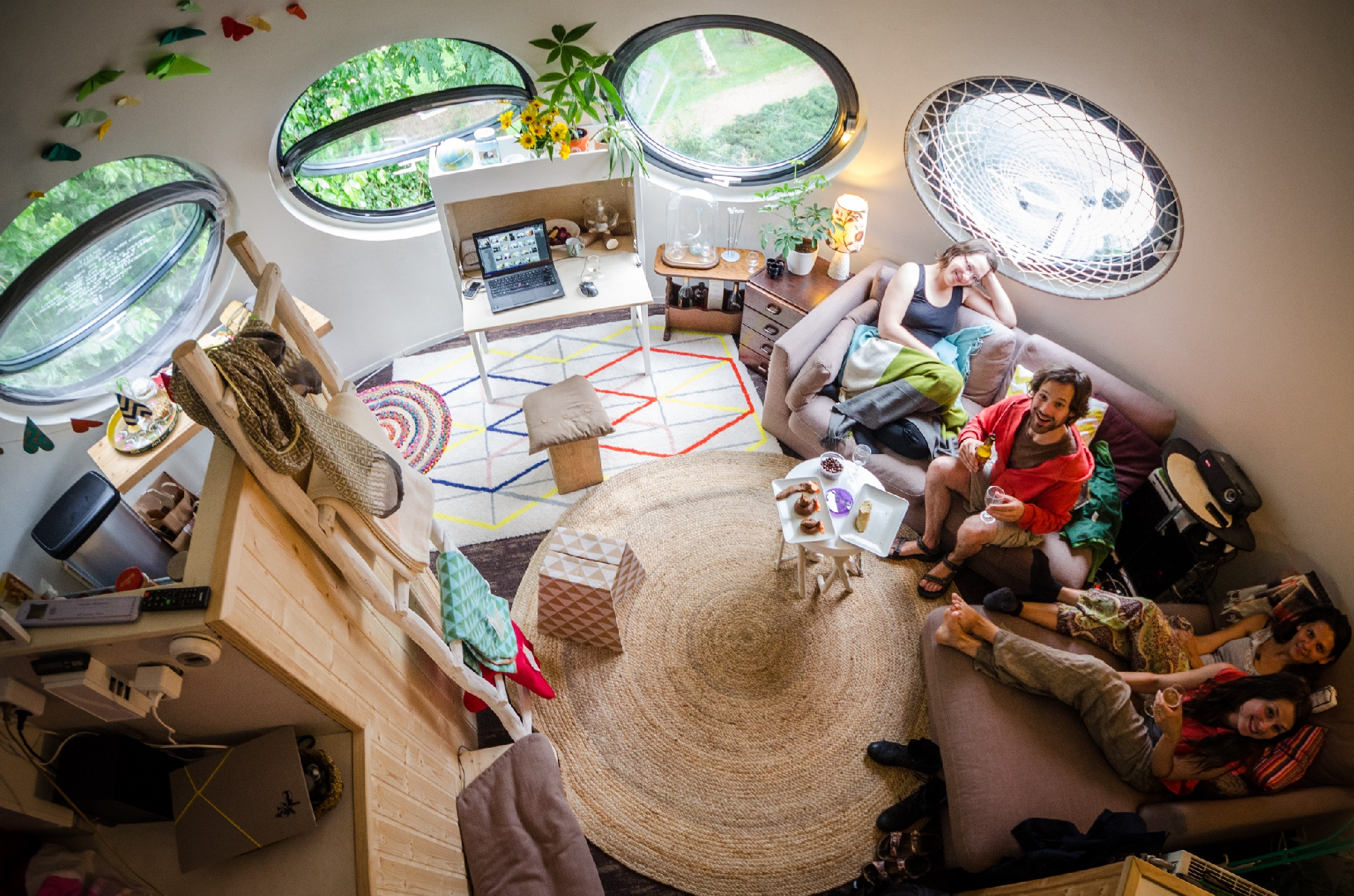
Blick ins Innere eines Kugelhauses

Die Kugelhäuser stehen auf einem zylinderförmigen Fundament, in dem sich die Eingangstür und die Treppe zur Kugel befindet. Auch sind dort eine Abstellkammer und Platz für Haushaltsgeräte vorhanden. Der Weg nach oben wird durch eine Wendeltreppe fortgesetzt. Die Räume gehen ineinander über. Diese Aufteilung verhindert ein beengtes Gefühl in jeder der 55 Quadratmeter großen Wohnkugeln. Elf Rundfenster mit einem Durchmesser von 1,20 m bringen viel Licht in das Gebäude, stellen aber auch durch ihre Undichtigkeiten ein großes Problem für die Bewohner dar. Die ungewöhnliche Bauform erfordert von ihren Bewohnern besondere Kreativität. So passen gewöhnliche Möbel nicht an die Außenwand. Auch Bilder oder selbst Poster lassen sich nicht aufhängen. Innenaufnahmen verschiedener Wohnungen zeigen jedoch, dass sich ihre Eigentümer mit diesen Verhältnissen arrangiert haben.
Die Wohnungen bieten ein Schlafzimmer, ein Wohnzimmer, die Küche und ein Badezimmer. Alle Räume sind so angeordnet, dass sie bestmöglich beleuchtet werden.

## Rezeption
Diese Wohngebäude erregten bei Stadtplanern, Architekten, Journalisten und Touristen große Aufmerksamkeit. Gab es zur Zeit der Errichtung „keine Proteste oder auch nur Kritik, so wirken sie heute umso mehr als Fremdkörper im sonst einheitlichen architektonischen Gefüge dieser mittelgroßen Stadt.“
Kreijkamp bereitete sich nach anfänglichen sehr positiven Rezeptionen auf eine Massenproduktion vor, die jedoch nie realisiert wurde. Er erstellte viele Pläne, Kostenvoranschläge und Bauanträge in verschiedenen Gemeinden, die aber alle nicht zum Tragen kamen. Es mehrten sich Klagen über Konstruktionsmängel. Die Wohnungsgesellschaft erwog gar den Abbruch der ganzen Siedlung. Doch Kreijkamp konnte eine vollständige Restaurierung durchsetzen und behob einen weiteren Kritikpunkt, die der fehlenden Lagermöglichkeit, durch den Anbau von kleinen Einheiten am Fuß des Eingangzylinders. So „wurden die Kugeln gerettet, aber die Gemeinde lehnte [jede weitere derartige Baumaßnahme] ab.“ Bis zu seinem Tod arbeitete der Konstrukteur weiter an seinen Ideen und Verbesserungen im Dienst der Bolwoningen, auch wenn kein weiteres Projekt je verwirklicht wurde.